# Relaciones Estados Unidos-Kirguistán
Las relaciones Estados Unidos-Kirguistán son las relaciones diplomáticas entre Estados Unidos y Kirguistán.

## Historia
El gobierno de los Estados Unidos proporciona asistencia humanitaria, no letal asistencia militar y asistencia para apoyar las reformas económicas y políticas. También ha apoyado las solicitudes de asistencia de la República Kirguisa de organización internacional s. Por ejemplo, los Estados Unidos ayudaron a la República Kirguisa a adherirse a la Organización Mundial del Comercio (OMC) en diciembre de 1998.
Después de 9/11, los EE. UU. han aumentado su interés en esta parte del mundo, lo que lleva a divisiones de opinión y bienvenida. Los Estados Unidos abrieron el Centro de Tránsito en Manas en diciembre de 2001 luego del incidente del 9/11. Tanto Rusia como China quedaron consternados y en años posteriores, según informes, ofrecieron grandes recompensas si Kirguistán cerrara la base. En 2006, el presidente de Kirguistán exigió más concesiones al acuerdo y en este año fue secuestrada un oficial de personal de la Fuerza Aérea de los Estados Unidos (los medios informaron posteriormente que no había constataciones en esta cuenta; la USAF reconfirmó un secuestro en 2012 ). El 2006 también vio el asesinato de un civil kirguiso empuñando un cuchillo por un militar de EE. UU. Con un arma. El sentimiento y los medios de comunicación locales kirguises se indignaron porque la región kirguisa está plagada de ilegalidad, bandidaje y contrabando, y el hecho de llevar o amenazar con un cuchillo es relativamente común en la cultura callejera kirguisa. Para los estadounidenses, todavía aturdidos y devastados por el asalto terrorista del 9/11 en su ciudad más grande, cualquier entrada forzada de un civil a una base militar puede y se encuentra con una fuerza mortal. El ejército de los EE. UU. colocó al militar bajo castigo administrativo y se realizó un acuerdo financiero no revelado a la familia.

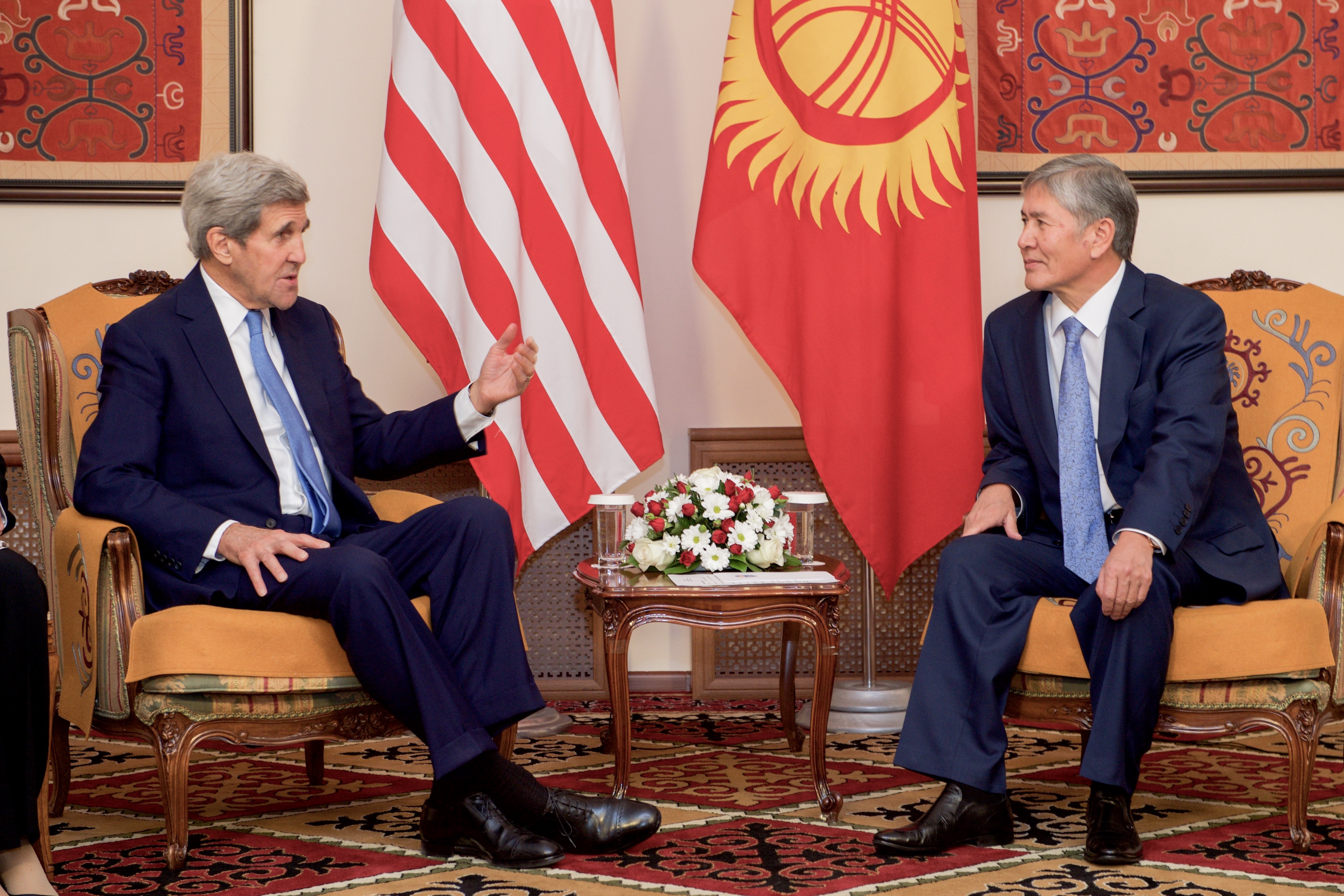
El secretario Kerry se reúne con el presidente kirguiso Atambaev en Biskek, 2015

De acuerdo con el Informe de liderazgo global de EE. UU. de 2012, el 34% de kirguís aprueba el liderazgo de EE. UU., con un 43% de desaprobación y un 23% incierto.
En julio de 2015, el [[Ministerio de Asuntos Exteriores (Kirguistán)] [Ministerio de Relaciones Exteriores de Kirguistán]] cesó un tratado de cooperación bilateral firmado por los dos países en 1993, en medio de protestas del Ministerio de Relaciones Exteriores de Kirguistán sobre el Departamento de Estado de los Estados Unidos la decisión del Departamento de Estado de otorgar el Premio Defensora de Derechos Humanos 2014 al prisionero kirguiso Azimzhan Askarov, un periodista y activista político que fue arrestado por sus contribuciones en los enfrentamientos étnicos de 2010 en el Kirguistán Sur. Desde entonces, los Estados Unidos han advertido a Kirguistán de las consecuencias de la cancelación con respecto a la provisión de ayuda humanitaria y de seguridad. Tres meses después, Secretario de Estado John Kerry visitó Kirguistán en un esfuerzo por facilitar las relaciones bilaterales.
La asistencia de los Estados Unidos ayuda a la República Kirguisa a implementar las reformas económicas, sanitarias y educativas necesarias, y apoya el desarrollo económico y la resolución de conflictos en el Valle de Fergana.

## Embajada

El nuevo edificio de la Embajada de los Estados Unidos en Biskek, 2015

Principales funcionarios de los Estados Unidos:
- Embajador de Estados Unidos en Kirguistán - Marie L. Yovanovitch
- Jefe Adjunto de Misión - Lee Litzenberger
- Oficial político-económico: Robert Burgess
- Oficial de Gestión — Mona Kuntz
- Director de la USAID — vacante

La Embajada de los Estados Unidos en la República Kirguisa se encuentra en Biskek.